# 謝基涅
51°16′51″N 33°57′46″E / 51.28083°N 33.96278°E
什切基內（烏克蘭語：Щекине）是位於烏克蘭東北部的村莊，由蘇梅州科諾托普區的普蒂夫利市鎮負責管轄。該村距離新貢恰里、庫爾久莫韋和比洛加利齊亞1公里，海拔高度184米，2001年人口31。